# The good traitor (L'ambaixador Kauffmann)
The good traitor (L'ambaixador Kauffmann) (títol original en danès, Vores mand i Amerika) és una pel·lícula dramàtica danesa del 2020 sobre Henrik Kauffmann i la signatura del tractat de Groenlàndia amb els Estats Units després de l'ocupació nazi de Dinamarca durant la Segona Guerra Mundial. S'ha doblat al català.